# Paginering
Paginering er nummerering af sider i en tryksag. Dette foregår inden for desktop publishing oftest på en såkaldt masterside, og består af en bestemt programmeringkode, der genererer det rigtige sidetal på de øvrige sider i tryksagen.